# Варненський археологічний музей
Варненський археологічний музей (болг. Варненски археологически музей) — регіональний археологічний музей у болгарському місті Варні, містить значне зібрання археологічних знахідок. Входить до переліку 100 туристичних об'єктів Болгарії під № 9.

## Загальні дані
Варненський археологічний музей розташований в історичній будівлі за адресою:
бул. Марія-Луїза, буд. 41, м. Варна—9000 (Болгарія).
Працює музей щоденно, крім вихідних у болгарські державні свята, від 10:00 до 17:00, вихідними днями роботи музею є неділя та понеділок.
Директор закладу — Валентин Плетньов.

## З історії
Музей археології у Варні було створено 3 червня 1886 року за ініціативою Варненського археологічного товариства, й спершу він займав частину міської бібліотеки.
Теперішню будівлю в стилі неоренесансу, в якому міститься музей, було збудовано у 1892—98 роках архітектором Петко Момчиловим для варненської жіночої гімназії.
Проте першу експозицію у Варненському археологічному музею було відкрито для відвідання 11 червня 1906 року. Першим директором його був видатний археолог Карел Шкорпил, що залишався на цій посаді до своєї смерті (в 1944 році). Від 1945 року управління та фінансування закладу перейшло до держави.
Нині (2000-ні) загальна площа музею становить 2 150 м². Крім власне виставкових зал, до складу закладу входять наукові бібліотека та архив, сховище, навчальні приміщення, внутрішнє подвір'я з розміщеними в ньому кам'яними та мармуровими експонатами.

## Експозиція
До експозиції Варненського археологічного музею належать близько 50 000 експонатів, що відображають історію Балкан та причорноморського регіону від палеоліту і до пізнього Середньовіччя. Тут можна побачити кам'яні фігури фракійців, античні статуї Геракла, протоболгарську кераміку, болгарські ікони XVI—XIX століть.
Музейна експозиція розділена на 4 великі складові:
- Доісторія (зали № 1-7). Сюди входять: Палеоліт, мезоліт, неоліт, халколіт, ранньофракійська культура, знахідки з Варненського некрополю;
- Античність (зали № 8-18): заснування Одессосу (нині Варна), Одессос у добу елінізму, релігія та поховальні звичаї, ювелірні прикраси та коштовності, Одессос у часи римських завоювань, ранньохристиянський Одессос;
- Середньовіччя (зали № 22-29): Перше Болгарське царство, відродження міста Варни (XI століття), Друге Болгарське царство, Варна у XIV—XVIII століттях, середньовічні ювелірні прикраси та коштовності (XIII—XIV століття);
- Сакральне мистецтво (зали № 31-36): Церковний посуд, одяг та ікони; різьблення по дереву.

З-поміж експонатів Варненського археологічного музею велику цінність являють знайдені під час розкопок у околицях Варни 1972 року зібрання золотих виробів, найдавніший з виявлених дотепер у світі «золотий скарб». Цю знахідку було виявлено в Варненському некрополі, і вона відноситься до періоду між 4600 і 4200 роками до н. е., і є унікальною. Її складають різноманітні предмети, виготовлені з золота — нашийні гривни, застібки, пряжки та бляшки, браслетки, намиста, знаряддя праці тощо. Загальна вага виробів з золота цього скарбу склала не менше 6 кілограмів.
Серед цінних предметів експозиції звертає на себе також увагу кам'яний барельєф з римських терм, що зображує характерні для римлян види ігор та спорту, крім того значну історичну вагу має нумізматичне зібрання музею — від ранньогрецьких монет і до взірців, карбованих у Османській імперії вже під час її занепаду.

## Галерея (липень 2007 року)

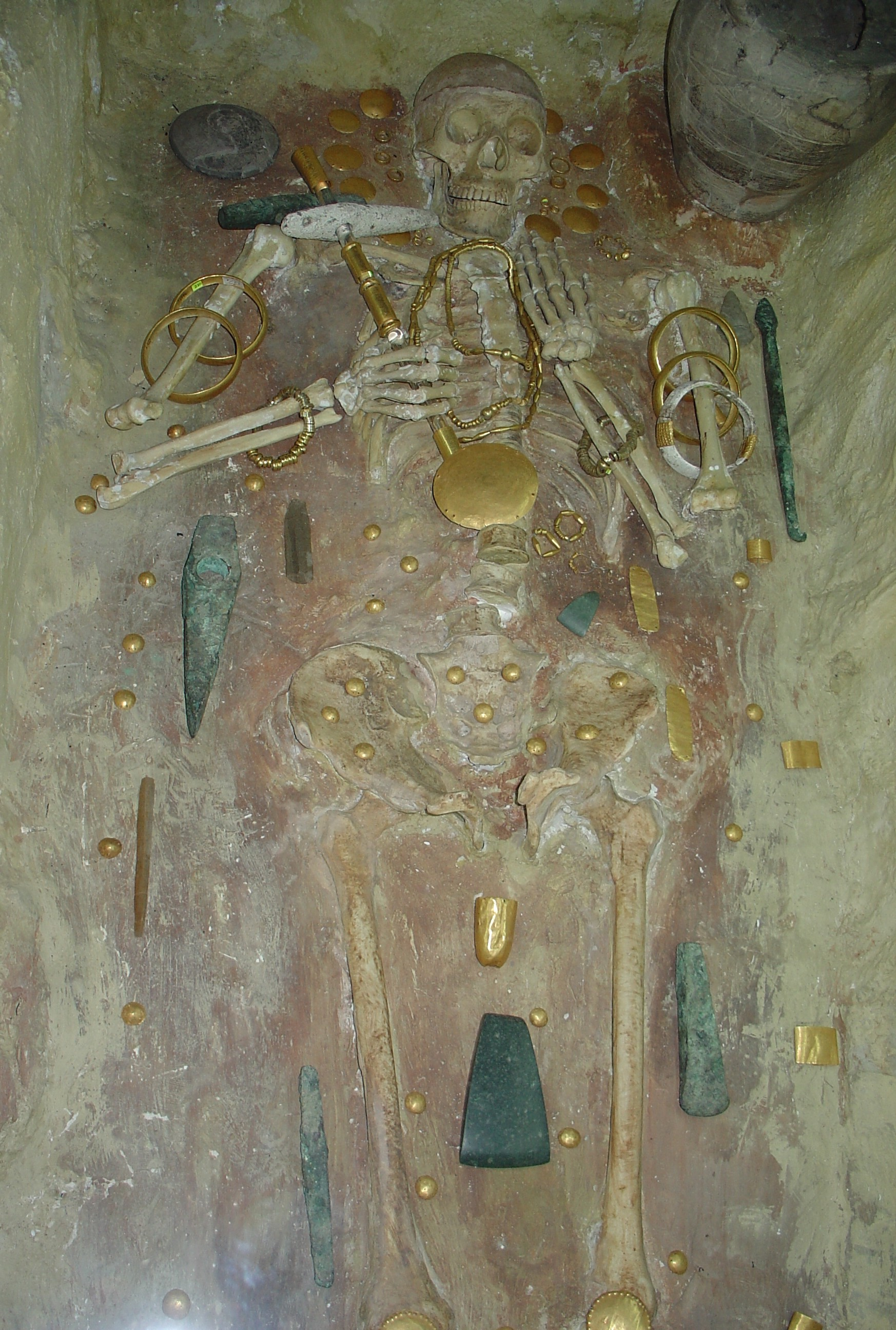
Рештки захоронення з Варненського некрополя, датованого 4600-м роком до н.е..
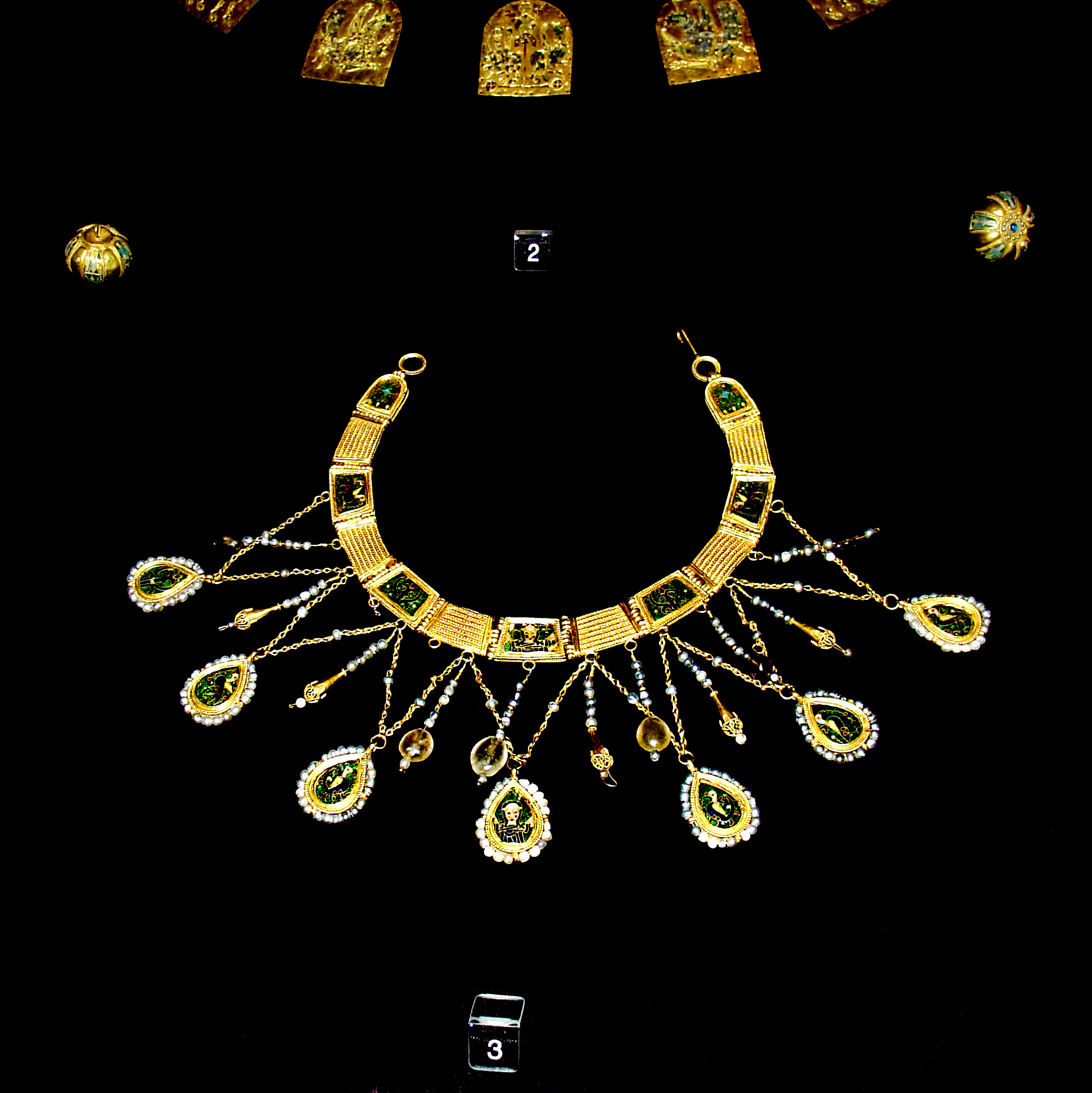
Намисто візантійської епохи.
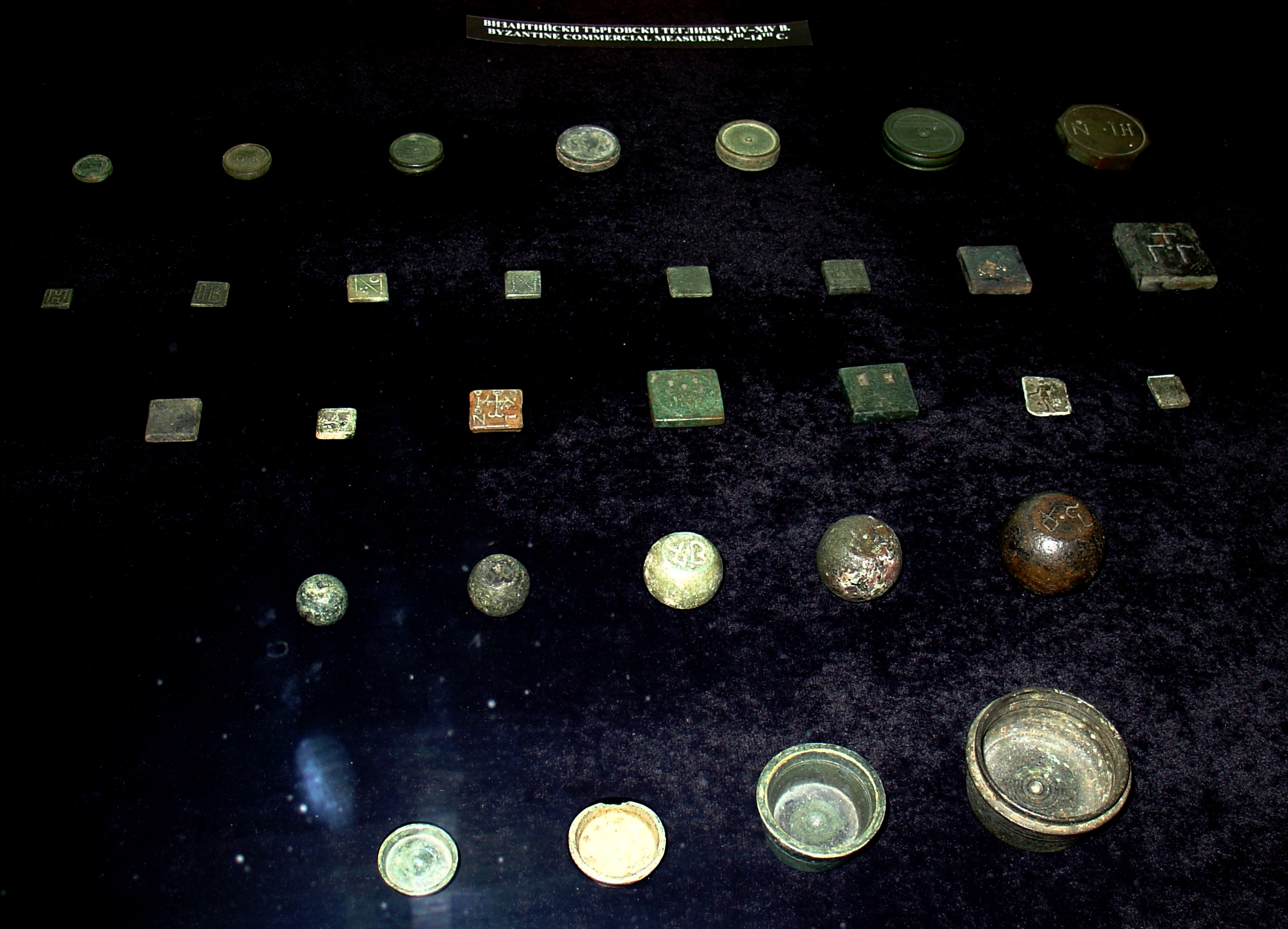
Візантійські гирі для зважування IV—XIV століть.
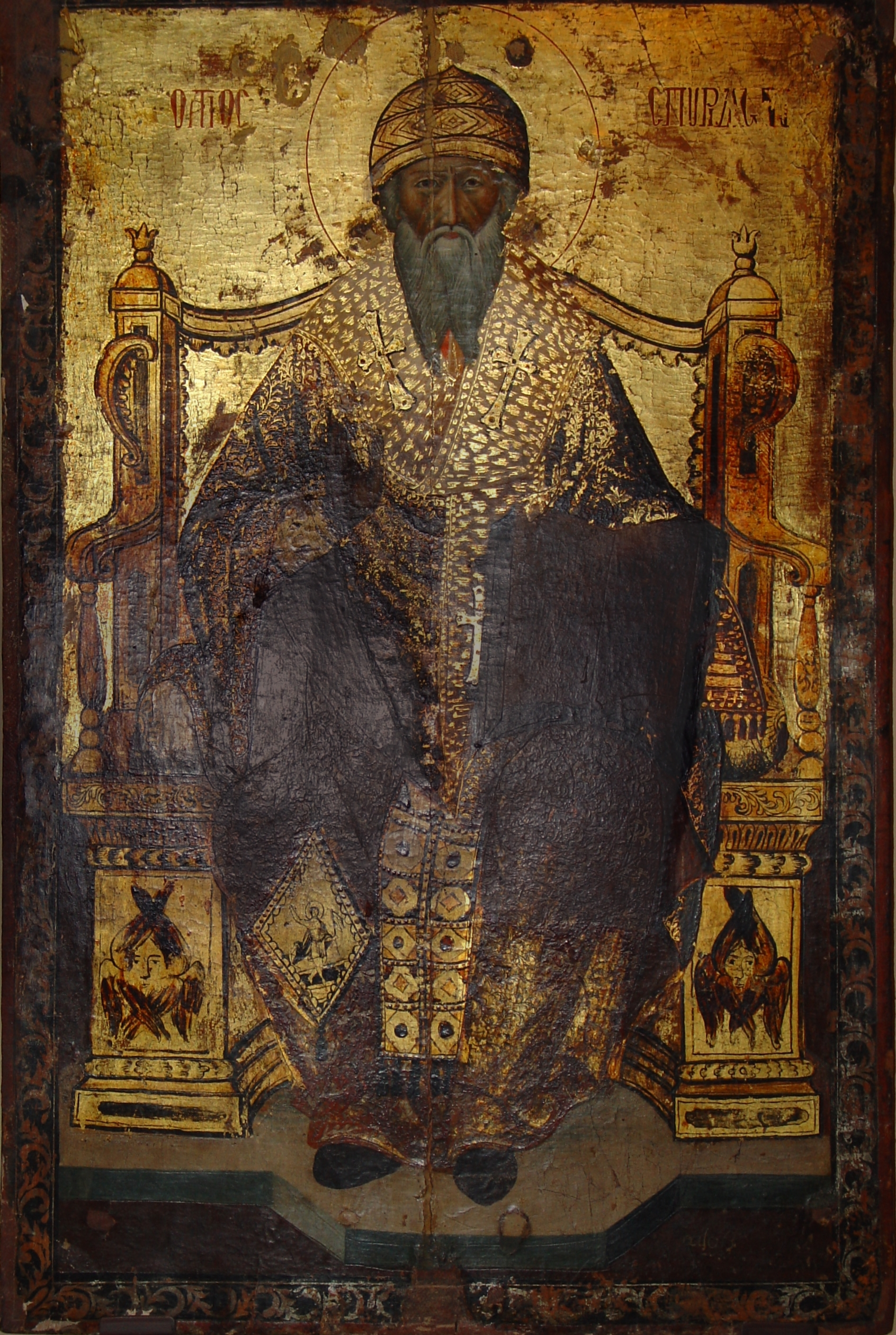
Ікона Святителя Спиридона Тримифунтського.